# Melychiopharis
Melychiopharis Simon, 1895 è un genere di ragni appartenente alla famiglia Araneidae.

## Etimologia
Il nome del genere deriva dal greco μειλίχιος, meilìchios, cioè dolce, soave, amorevole, mite, piacevole e φάρος, phàros, cioè manto, mantello, per i colori piacevoli all'aspetto.

## Distribuzione
Le due specie oggi note di questo genere sono state rinvenute in Brasile.

## Tassonomia
Questo genere è stato inizialmente trasferito alla famiglia Theridiidae a seguito di un lavoro dell'aracnologo Levi del 2002.
Nel 2005, un lavoro degli aracnologi Santos, Brescovit & Levi riportò Melychiopharis nell'alveo della famiglia Araneidae, pur non attribuendolo ad alcuna sottofamiglia per le sue peculiarità.
Dal 2011 non sono stati esaminati esemplari di questo genere.
A maggio 2014, si compone di due specie:
- Melychiopharis bibendum Brescovit, Santos & Leite, 2011 - Brasile
- Melychiopharis cynips Simon, 1895[2] - Brasile